# Suore giuseppine della carità
Le Suore Giuseppine della Carità (in spagnolo Hermanas Josefinas de la Caridad) sono un istituto religioso femminile di diritto pontificio: le suore di questa congregazione pospongono al loro nome la sigla H.J.C.

## Storia

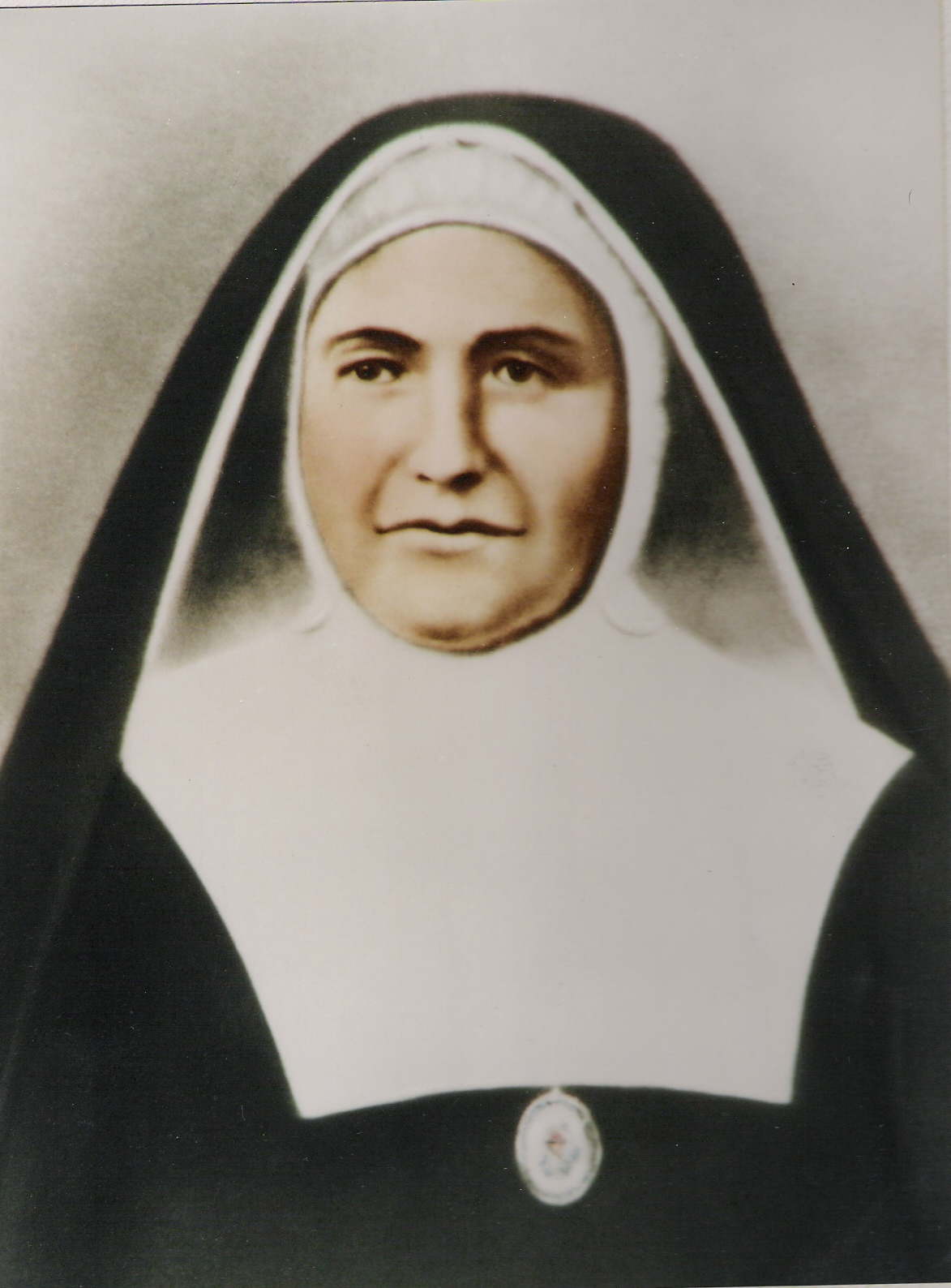
Caterina Coromina Agustí, fondatrice della congregazione

La congregazione fu fondata il 29 giugno 1877 a Vic da Caterina Coromina Agustí con l'aiuto di Pere Costa, preposito dell'Oratorio di San Filippo Neri, e di Joan Güell Verdaguer, viceparroco di Las Lossas.
Dopo la morte di Costa, primo direttore dell'istituto, le religiose adottarono inizialmente una regola ispirata a quella carmelitana e poi delle nuove costituzioni basate sulla regola di sant'Agostino.
Nel 1900 un gruppo di una trentina di suore si separò dalla congregazione per dare inizio a Barcellona al nuovo istituto delle carmelitane di san Giuseppe.
L'istituto ricevette il pontificio decreto di lode il 30 novembre 1924 e le sue costituzioni furono approvate definitivamente dalla Santa Sede il 3 luglio 1934.

## Attività e diffusione
Le suore si dedicano principalmente all'assistenza agli ammalati, sia negli ospedali che a domicilio, ma anche al lavoro in asili, in case di riposo e nelle missioni.
Oltre che in Spagna, sono presenti in Colombia e in Perù; la sede generalizia è a Madrid.
Alla fine del 2008 la congregazione contava 99 religiose in 15 case.